# Береза Мирон
Мирон Береза (англ. Myron Bereza, серпень 24, 1936 – листопад 24, 2012) — канадський футболіст українського походження, нападник. 
Виступав за канадські клуби «Торонто Україна» та «Торонто Сіті».
У складі збірної Канади провів два матчі. Дебютував 4 липня 1957 року у матчі кваліфікаційного турніру до чемпіонату світу проти команди Мексики, що завершився поразкою канадійців із рахунком 0:2. Другу гру провів 6 липня 1957 року проти збірної США, в гостях канадійці одержали перемогу із рахунком 2:3. В цьому ж матчі брало участь ще два натуралізованих канадійців, Володимир Закалюжний та Остап Стецьків.
1966 року завершив футбольну кар'єру в «Торонто Україна».